# Hugo Harrer
Hugo Paul Harrer (* 6. Februar 1836 in Eberswalde; † 10. Dezember 1876 in Rom) war ein deutscher Landschafts- und Architekturmaler der Düsseldorfer Schule.

## Leben
Obwohl er eine Architekturausbildung begonnen hatte, wandte er sich als Autodidakt und über das Privatstudium in Ateliers von Freunden bald vorrangig der Malerei zu. Seine ersten Bilder schuf er in der Stadt Nürnberg, deren Bauten ihn zu frühen Versuchen der Architekturmalerei anregten. Dann zog er nach München, um sich von der Malerei von Carl Theodor von Piloty inspirieren zu lassen. Eines Brustleidens wegen ging er 1861 (oder im Oktober 1862) nach Rom, wo er sich Ludwig Passini anschloss und Studien nach der Natur malte. In den Jahren 1867/1868 weilte Harrer in Düsseldorf. An der dortigen Kunstakademie studierte er in der Landschafterklasse von Oswald Achenbach. Von 1868 bis 1872 war er Mitglied des Düsseldorfer Künstlervereins Malkasten. Anschließend zog er wieder nach Rom, wo er einen großen Vorrat an Studien und Skizzen als Vorlage für Ölbilder anlegte, mit denen er deutsche Kunstausstellungen beschickte, oft malerische Darstellungen von Straßenszenen und Ruinen sowie italienischen Küstenlandschaften. Hugo Harrer wurde auf dem Protestantischen Friedhof in Rom beerdigt.

## Werke (Auswahl)
- Alte Hanse, 1868
- Blick auf die Küste von Amalfi im Abendrot, 1871
- Am Marcellus-Theater in Rom, 1876, Kunstsammlung Gera
- Theater des Marcellus in Rom, 1876, Nationalgalerie Berlin
- Ein jüdischer Straßenhändler in einer Straße in Siena